# MDCC Magdeburg-City-Com
Die MDCC Magdeburg-City-Com GmbH (kurz: MDCC) ist ein Telekommunikationsunternehmen mit Sitz in der Landeshauptstadt Sachsen-Anhalts, Magdeburg. Das Unternehmen realisiert verschiedene mediale Leistungen für Privat- und Geschäftskunden in Magdeburg sowie dem regionalen Umfeld der Stadt. Dies umfasst insbesondere Internet-, TV-, Telefonie- sowie Wholesale-Dienste in der Telekommunikation. Zum Jahr 2022 versorgte das Unternehmen etwa 96.000 Privathaushalte mit seinen Diensten.

## Geschichte
Das Unternehmen wurde 1997 gegründet und im darauf folgenden Jahr begannen die Planung und der Netzausbau mit der Aufschaltung erster Geschäftskunden in der Region. Im Jahr 2000 wurde Kabelfernsehen in das Angebot des Unternehmens eingeführt und im Jahr 2001 wurden die ersten Internetanschlüsse für Privatkunden realisiert. Mit der Einführung des Telefonie-Angebotes im Jahr 2002 wurde die MDCC zu einem Triple-Play-Anbieter.
2013 startete mit dem sogenannten „CYBERhaus 2.0“ ein Modellprojekt des Unternehmens zur Nutzung von FTTH-Glasfasertechnologie für Privatkunden. 2014 wurde in Magdeburg ein kostenfreies WLAN-Netz eingerichtet. Dieses erstreckt sich vom Hasselbachplatz bis zur Universität.
2021 begann das Unternehmen in Kooperation mit den ortsansässigen Stadtwerken in Schönebeck und Stendal den Ausbau des Glasfasernetzes für die dortigen Privathaushalte.

## Sonstiges
MDCC engagiert sich in Magdeburg als Sponsor in den Bereichen Kultur und Sport, unter anderem für den in der Handball-Bundesliga beheimateten SC Magdeburg sowie den Fußball-Zweitligisten 1. FC Magdeburg. Im Juli 2009 erwarb die MDCC die Namensrechte des „Stadion Magdeburg“, woraufhin das neu erbaute Fußballstadion in „MDCC-Arena“ umbenannt wurde.